# Tornehamns kyrka
Tornehamns kyrka är en kyrkobyggnad i Tornehamn. Byggnaden tillhör Jukkasjärvi församling i Luleå stift och invigdes 13 september 1987 av biskop Gunnar Weman.

## Inventarier
- Altarkors, ambo, dopfunt och ljusstakar har tillverkats av Ulrik Lidström.
- Bänkarna, altarringen och altarbordet är utförda av snickare från Kiruna kommun.
- Blomsterutsmyckningarna är utförda av Siv Enmark.
- Kyrkklockan väger runt 75 kg och har gjutits av Bergholtz klockgjuteri i Sigtuna.
- Harmonium.

## Övrigt
I Tornehamn finns också rallarkyrkogården som invigdes 1902 som begravningsplats.